# アローヒューマンリソース
アローヒューマンリソース株式会社（現：千代田ユーテック株式会社）（英文名称：Arrow Human Resources Co.,Ltd..）は、千代田化工建設グループの総合人材サービス会社である。

## 概要
人材派遣事業 一般派遣（技術者）、紹介予定派遣、新卒派遣、エキスパート派遣、職業紹介事業、アウトソーシング、技術系（エンジニアリング、設計）、事務系および官公庁関連、教育・研修事業を行っている。
2018年4月1日、千代田ユーテック株式会社、千代田ビジネスソリューションズ株式会社と合併し、社名を千代田ユーテック株式会社に変更した。

## 子安事業所
- 横浜市神奈川区守屋町三丁目13番地